# Калланиш
Ка́лланиш (англ. Callanish, гэльск. Calanais) — древнее культовое место в Шотландии.
Калланиш расположен на острове Льюис в архипелаге Внешние Гебриды и является крупнейшим из известных на сегодняшний день памятников мегалитической культуры на Британских островах.
В реконструированной нынешней форме «камни Калланиша» были установлены в период неолита, между 2.900 и 2.600 годами до н. э. И ранее, до 3.000 года до н. э., здесь находилось святилище. Калланиш образуют 13 вертикально стоящих групп камней или отдельных монументов, образующих круги диаметром до 13 метров. Высота камней колеблется от 1 до 5 метров (в среднем же около 4 метров). Вырублены они из местного гнейса острова Льюис.
Во времена бронзового века, по видимому, находившееся здесь святилище было разграблено и засеяно зерном. Начиная с 800 г. до н. э. местность расположения мегалитов постепенно превращается в торфяник, покрывший камни к середине ХІХ столетия полутораметровым слоем торфа.
Одна из теорий, объясняющих создание святилища Калланиш, связывает его с культом Луны и сопровождавшими его обрядами. Менгиры Калланиша, находящиеся на островах крайнего северо-запада Шотландии, являются менее известными, нежели Стоунхендж и Эйвбери. Отдельные его камни необработаны и не столь велики, как в Стоунхендже. Тем не менее менгиры Калланиша производят на зрителей огромное впечатление, выделяясь посреди пустынной равнины своими кругами устремлённых к небу каменных стел.
Первые археологические раскопки проводились в Калланише в 1857 году. Мегалитические объекты Калланиша нумеруются в настоящее время от Калланиш I до Калланиш XIX.
В его честь названа кольцевая структура Калланиш на спутнике Юпитера Европе.